# Science slam
Science slam je vědecká show, při které vědci prezentují svůj vlastní vědecký výzkum v daném časovém rámci pro nevědecké publikum. Hlavní důraz je kladený na představení a vysvětlení současné vědy různorodému publiku a to srozumitelnou a zábavnou formou. Typicky jde o soutěž mezi jednotlivými vystupujícími, ve kterém je publikum porotou. Science slam je formou vědecké komunikace.

## Původ a historie
Původní myšlenka a princip Science slamu pochází z akce nazvané Poetry Slam. Na konci roku 2006 pak účastník Poetry Slamu založil v Darmstadtu v Německu vlastní variantu akce zaměřenou na vědu. Od roku 2008 se stala se těší velké oblibě v Německu a od roku 2010 i mezinárodně. Od roku 2013 se pravidelně koná i v Česku, kde ho pořádá Masarykova univerzita.
Science slam je obecný koncept pro prezentaci libovolných vědeckých témat, existují však i varianty specializující se na určitá témata, například medicínu a zdraví, sociologii atp.

## Science slam v České republice
Zatím jediný science slam v České republice pořádá Masarykova univerzita, který je nejvíce inspirován z Vídeňského Science slamu. Každý účastník má k dispozici 6 minut pro své vystoupení, při kterém nemohou použít projektor ani další audiovizuální techniku. Mohou si ale přinést vlastní demonstrační pomůcky. Po vystoupení všech soutěžících diváci vybírají vítěze, který je symbolicky oceněn.